# Rimac Nevera
La Rimac Nevera connue en interne sous le nom de C_Two pour la version de développement, est une voiture de sport totalement électrique produite à partir de 2021 par le constructeur automobile croate Rimac Automobili, basé à Sveta Nedelja.

## Présentation

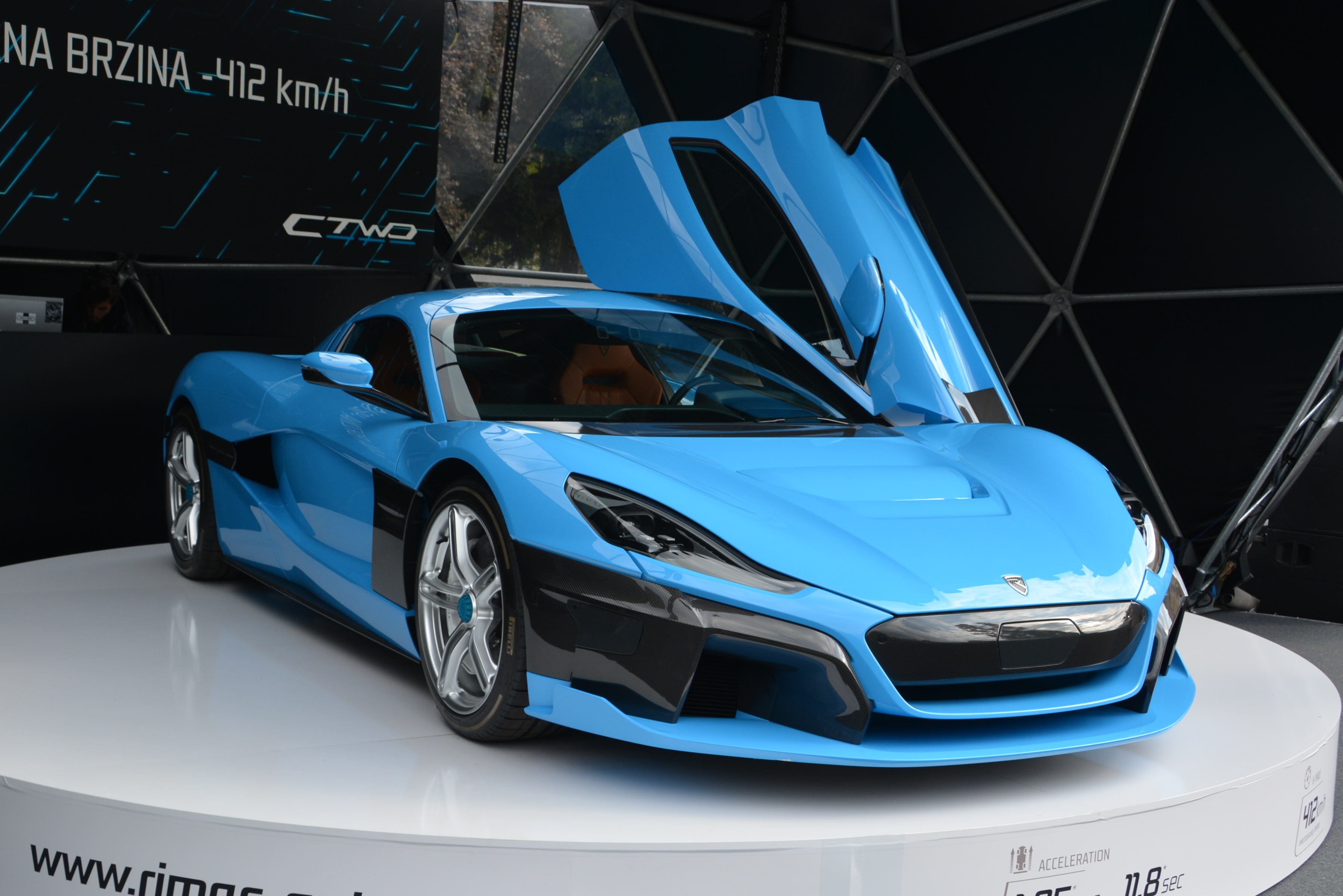
Rimac C_Two.

La voiture est dévoilée au salon de l'automobile de Genève 2018 sous le nom de « Rimac Concept Two », mais est rebaptisée Rimac Nevera lors de son lancement. Il s'agit de la deuxième voiture du constructeur automobile après la Rimac Concept One et elle est décrite comme étant « l'expérience ultime de conduite d'hypercar électrique ».
Le nom Nevera vient du mot croate désignant des tempêtes soudaines et courtes, généralement accompagnées d'éclairs, qui se produisent principalement le long de la côte adriatique croate,.
Présentée en août 2024 au Pebble Beach Concours d’Elegance, la Nevera R est une version retravaillée et plus puissante (2 107 ch) de la Nevera, dont la production est limitée à 40 exemplaires.

## Développement
La Rimac Nevera a été initialement révélée sous le nom de concept car « C_Two ». Depuis 2018, Rimac a passé plus de trois ans à améliorer la voiture dans le cadre d'un vaste programme d'essais et de développement. Presque tous les composants clés de la Nevera sont conçus et fabriqués au siège de Rimac près de Zagreb, en Croatie.
Au cours du processus d'homologation mondiale, la société a construit quatre prototypes à des fins de différents tests.
En juin 2020, Rimac a ouvert une nouvelle usine à Veliko Trgovišće qui sert d'assemblage pour les prototypes servant à l'homologation de la Nevera, ainsi que pour les futurs véhicules de production. À pleine capacité, l'usine devrait produire quatre véhicules par mois et prévoit de produire 13 prototypes supplémentaires à fin 2020 au plus tard. La livraison des voitures de série aux clients était initialement prévue pour 2020 mais a été reportée à 2021 en raison de la pandémie de COVID-19.
En février 2022, après quatre années d'essais, le programme de crash tests pour une homologation mondiale de la Nevera s'est achevé par les tests de sécurité passive américains (les tests européens étant terminés depuis 2021).

## Caractéristiques techniques

### Motorisation
La Nevera est équipée de quatre moteurs électriques, un par roue, produisant une puissance combinée de 1 914 ch et 2 360 N m de couple. Une boîte de vitesses à un étage relie les roues avant et arrière.
En date de 2023, c’est la voiture électrique la plus efficace sur le départ arrêté. Elle se place dans le top 3 des supercars en effectuant le 0 à 100 km/h en 1,85 s. Selon Rimac Automobili, elle accélère de 0 à 100 mph en 4,3 secondes, de 0 à 186 mph en 9,3 secondes et elle a une vitesse de pointe de 412 km/h (256 mph).
Le 13 août 2021, la chaîne YouTube « Drag Times » a testé une Nevera de pré-production au Famoso Raceway de Bakersfield en Californie. Après avoir effectué plusieurs tours sur la piste de 1⁄4 de mile, les résultats suivants ont été publiés :
- 0 — 60 mph : 1,74 s
- 0 — 100 km/h : 1,85 s
- 0 — 100 mph : 3,61 s
- 0 — 130 mph : 5,36 s
- 0 — 150 mph : 6,88 s
- 60 — 130 mph : 3,42 s
- 100 — 150 mph : 3,27 s
- 100 — 200 km/h : 2,95 s
- 1/8 de mile : 5,64 à 132,33 mph
- 1/4 de mile : 8,58 à 167,51 mph

Le mercredi 17 mai 2023, la Rimac Nevera bat le record du 0-100 km/h en 1,82 seconde avec 0,02 seconde de moins que la Pininfarina Battista. Elle bat aussi le record du 0-200 km/h, du 0-300 km/h, du 0-400 km/h et du 400-0 km/h .

### Batterie
La supercar électrique est dotée d'une batterie lithium-manganèse-nickel d'une capacité de 120 kWh fonctionnant sous 730 volts, lui autorisant une autonomie de 647 km (NEDC) ou 550 km (WLTP). Elle a une tension maximale de 270 V et peut être chargée de 0 à 80 % en moins de 30 min sur une borne 250 kW. Rimac affirme que la voiture a été conçue pour être très durable et qu'elle peut être conduite durement. En plus de cela, la voiture est technologiquement capable d'atteindre le niveau 4 de conduite autonome avec des systèmes d'aide à la conduite. La voiture présente un tout nouveau design et délaisse les portes conventionnelles pour des portes papillon. À l'arrière, elle dispose d'un extincteur retenu par un bracelet en cuir estampillé de la mention « En cas de course de côte, éteindre le feu » ; une référence à l'hôte de The Grand Tour, Richard Hammond, qui a accidenté une Rimac Concept One lors d'une course de côte, la faisant prendre feu.

## Séries spéciales
Nevera 15th Anniversary

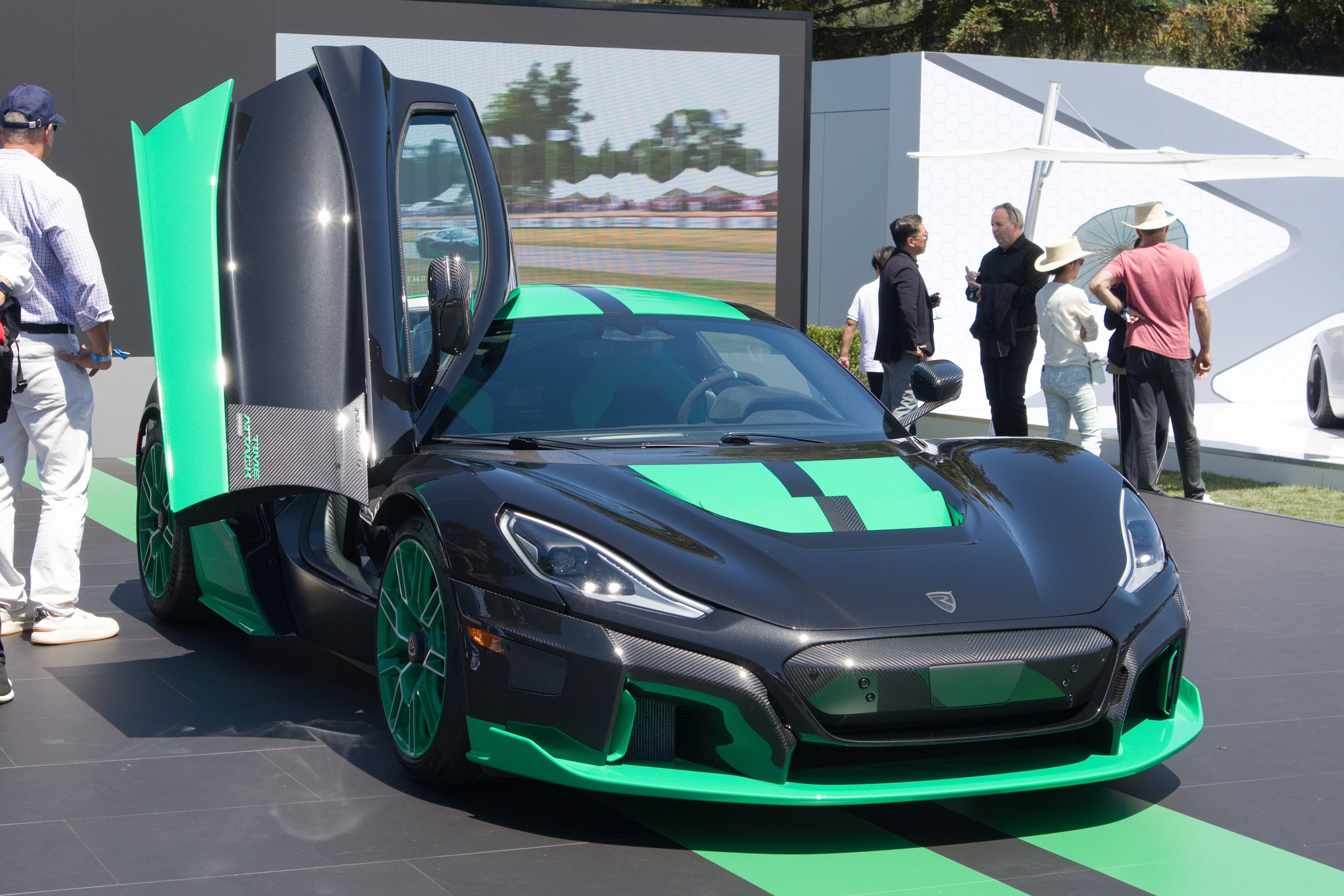
Rimac Nevra Time Attack.

- La Rimac Nevera 15th Anniversary célèbre les 15 ans du constructeur croate. Elle est dévoilée dans une nouvelle couleur bronze et est produite en 9 exemplaires [12]

Nevera Time Attack
- La Nevera Time Attack rend hommage au temps au tour sur le Nürburgring établi par cette hypercar. Elle est dévoilée pendant le Pebble Beach Concours d'Elegance en 2023 et est limitée à douze eexemplaires seulement [13]

## Accueil

### Prototypes
Jonathan Lopez, du magazine Top Speed, a salué la Nevera en déclarant qu'« elle change la donne, et pas seulement dans le segment des véhicules électriques. Entre la technologie embarquée et les spécifications de performances époustouflantes, cette machine a les atouts pour affronter les meilleurs des meilleurs ».
Tom Ford, de Top Gear America (en), a testé le premier prototype en mars 2020. Il a fait l'éloge du coup de poing dans les virages malgré le poids de la voiture, ainsi que de nombreux commentaires, concluant que « c'est un bon cru, même sans la magie de la vectorisation du couple […] Mais avec une voiture de base qui montre ce niveau de promesse et une entreprise qui se concentre sur le plaisir plutôt que sur les chiffres, cela augure du bon ».
Vlad Savov, de The Verge, a critiqué son apparence en la décrivant comme étant « anonyme et sans intérêt », et en la décrivant comme moins flamboyante qu'une Lamborghini Huracán. Cependant, il a admis que la voiture est « plus tolérante et accommodante que la plupart des autres hypercars », mais il a déclaré que les lectures sur l'infodivertissement étaient trop distrayantes.

### Version de production
Top Gear, dans son examen d'un véhicule de pré-production de 2021, a fait l'éloge des « performances à faire tourner les têtes, d'une technologie incroyable, du châssis ultra-rigide, de l'ingénierie et de la qualité de construction », mais a noté que les freins demandent au conducteur un temps d'adaptation, ainsi que certains autres détails, d'où une note de seulement 9 sur 10.
Chris Perkins, écrivant pour Road & Track, a qualifié l'accélération de « sauvage et implacable », notant que « l'augmentation de la vitesse est si rapide qu'elle rend la respiration difficile », la qualifiant finalement de « voiture la plus avancée, la plus puissante et la plus rapide du marché ». Car and Driver a eu des impressions similaires dans son analyse, déclarant que « les hypercars comme la Nevera ne sont pas destinées à tout le monde, mais on ne peut nier son importance au moment où une voiture à batterie a fait vaciller la suprématie de la Bugatti Chiron. Le moteur à combustion interne pourrait ne jamais rattraper son retard ». Le journaliste de Robb Report, Ben Oliver, a noté dans ses impressions qu'en conduisant la voiture « le bruit s'ajoute à la sensation, autant psychologique que physique, d'une manière qu'aucune autre voiture de route ne peut égaler, créant un dédoublement de personnalité dangereusement charismatique, qui justifie chacun des sept chiffres de son prix ».

## Sponsoring
En août 2023, Rimac annonce son partenariat avec Europa-Park, pour être le sponsor de la nouvelle attraction Voltron Nevera prévue pour la saison 2024.

## Galerie

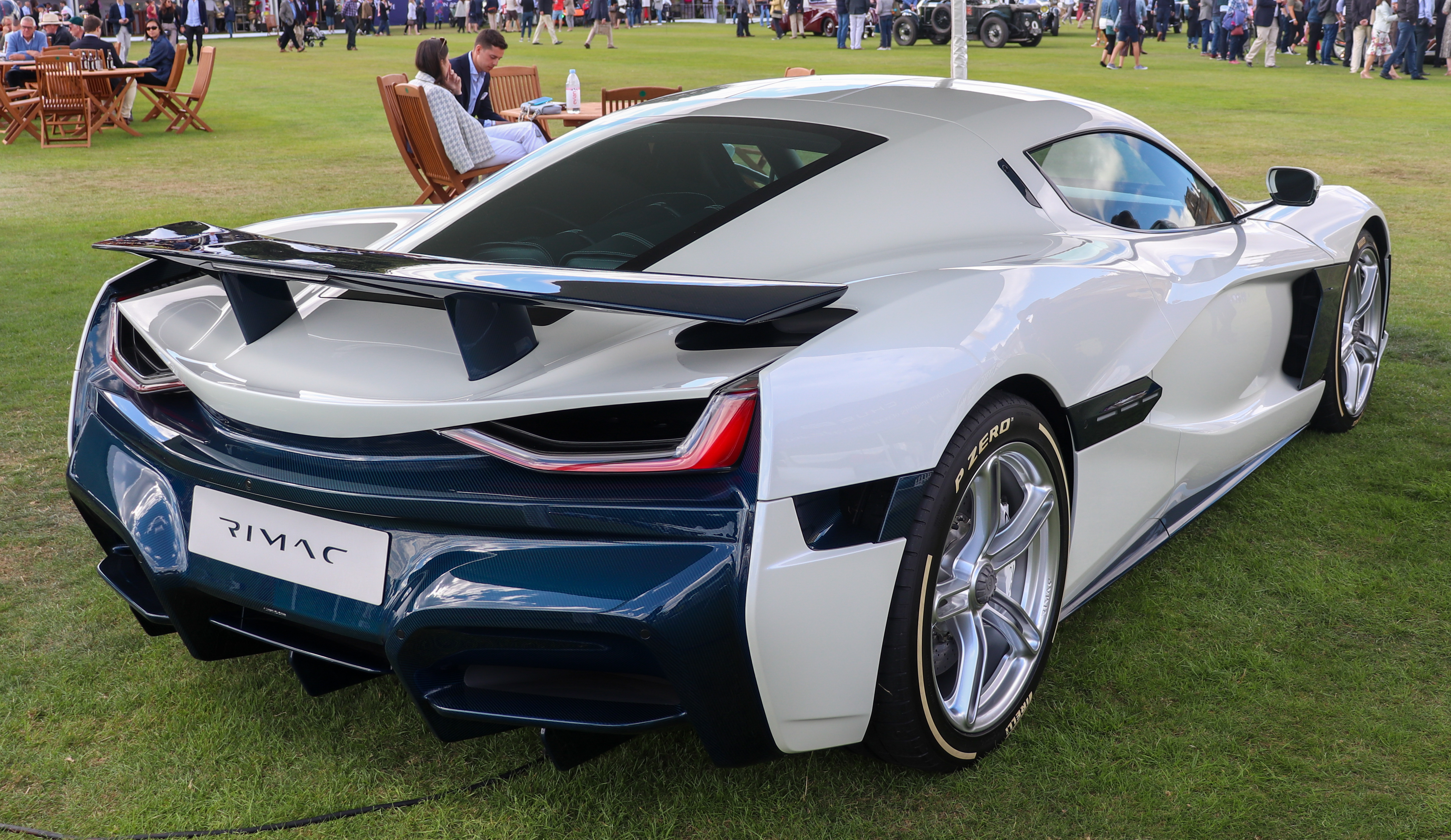
Rimac Nevera, arrière.
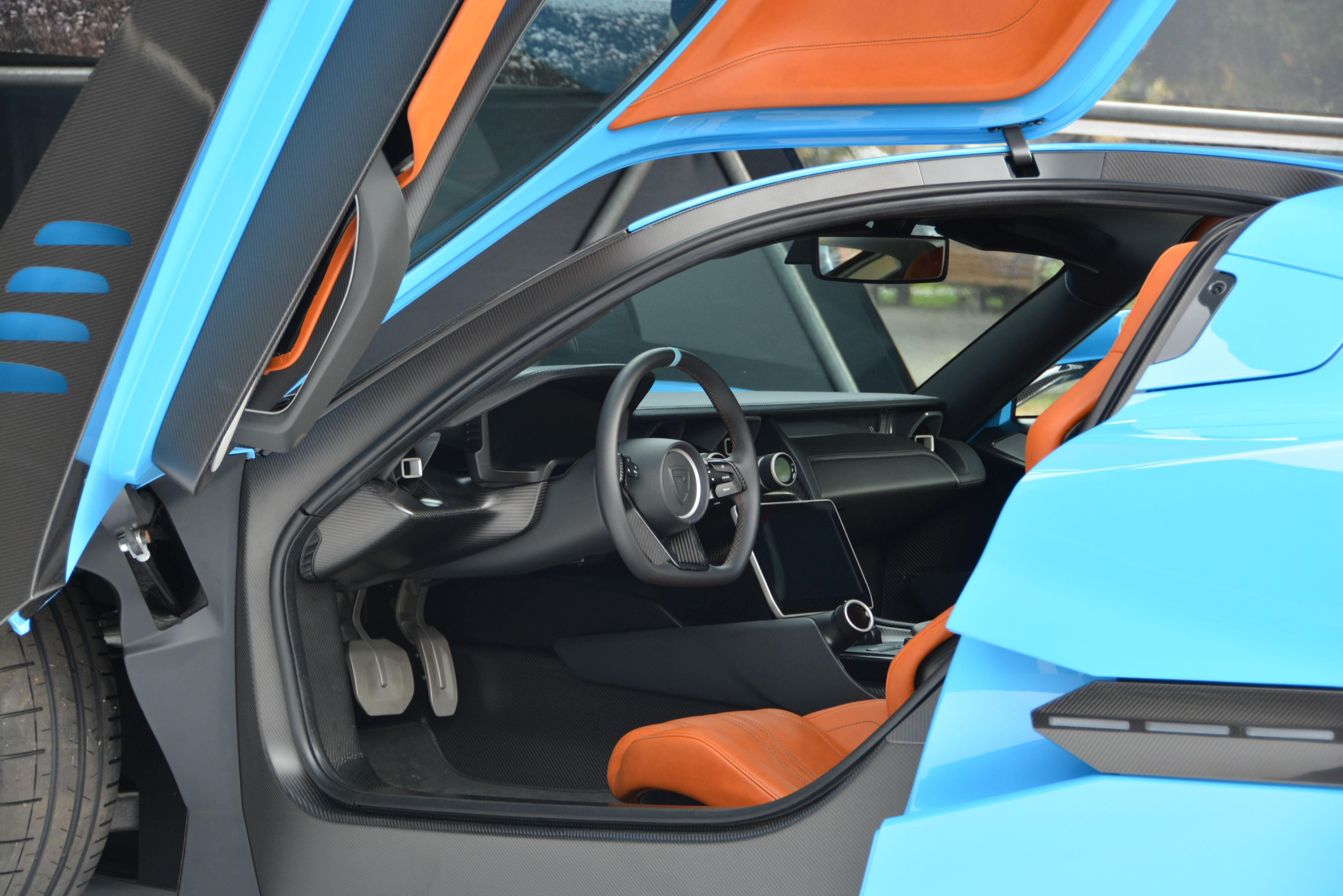
Intérieur.
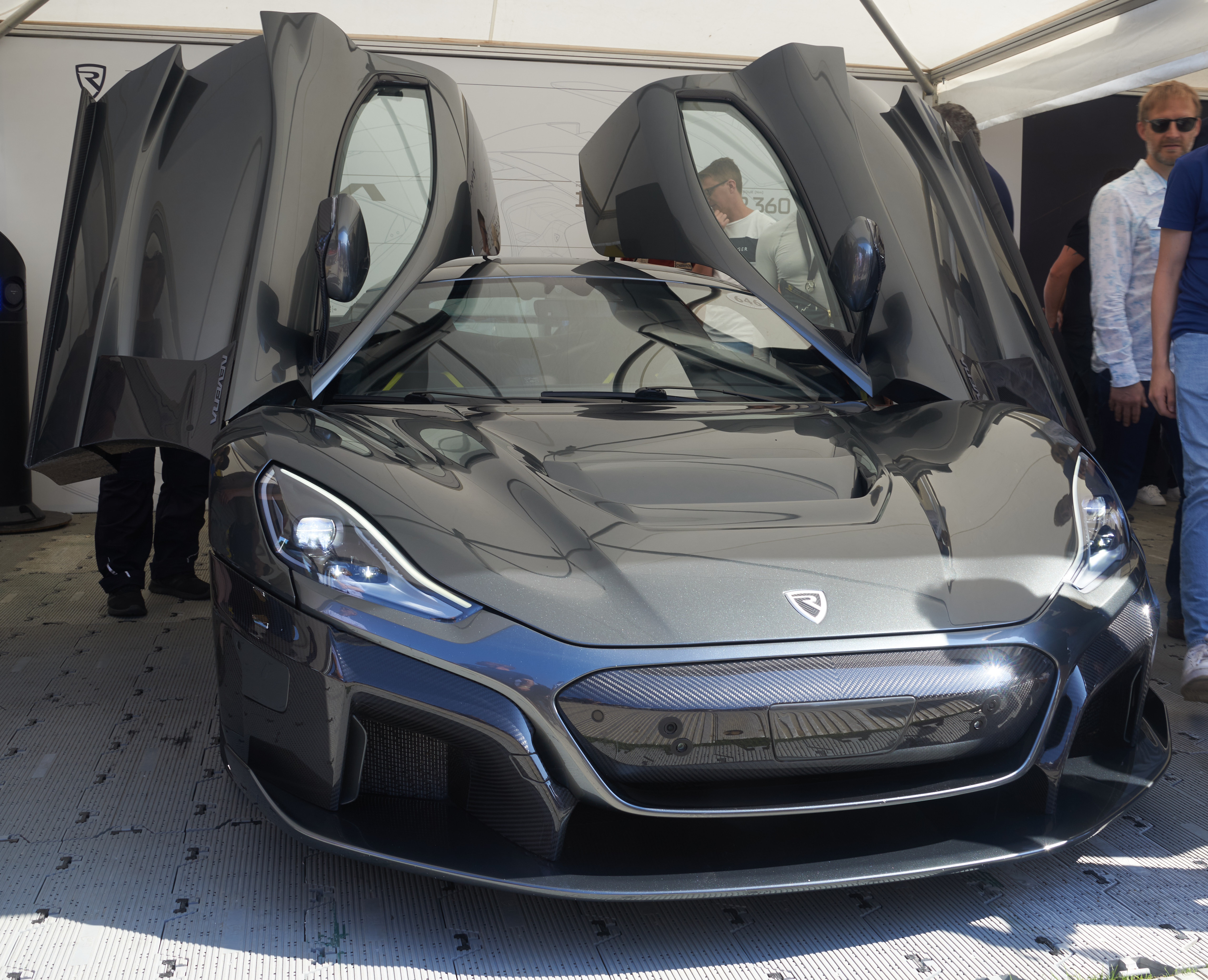
Rimac Nevera, avec portes ouvertes au Goodwood Festival of Speed 2021.
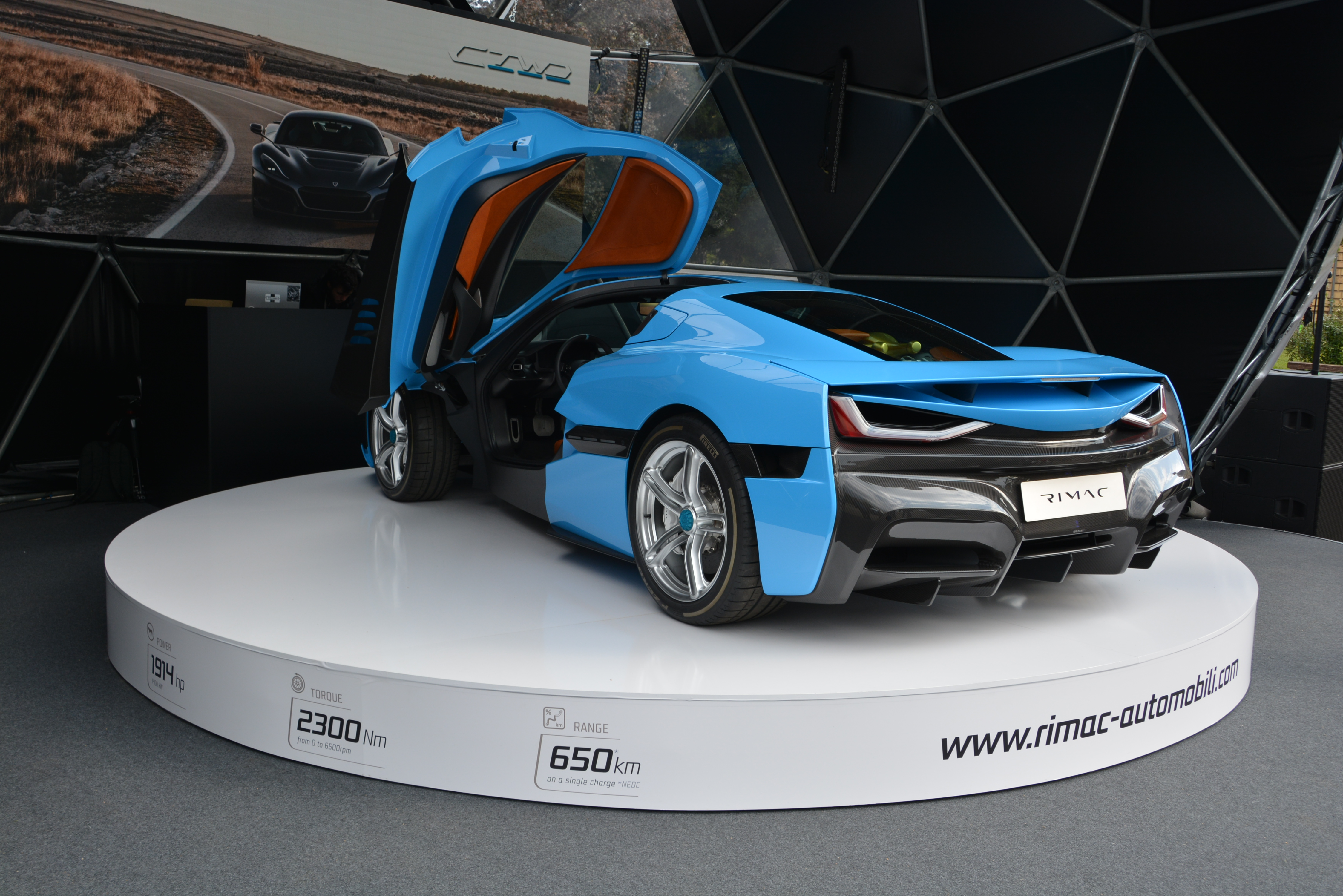
Rimac Nevera, arrière.